# Isola d'Urville (Antartide)
L'isola d'Urville è un'isola dell'Antartide. È la più settentrionale delle isole dell'Arcipelago di Joinville. È lunga circa 17 miglia e si trova immediatamente a nord dell'isola Joinville, da cui la separa il Larsen Channel.
L'isola d'Urville venne registrata con tale nome nel 1902 ad opera di una spedizione antartica svedese diretta da Otto Nordenskjöld, che scelse per essa il nome del capitano Jules Dumont d'Urville, l'esploratore francese che per primo aveva scoperto l'arcipelago nel 1838.